# Bromid barnatý
Bromid barnatý je anorganická sloučenina bromu a barya se vzorcem BaBr2. Podobně jako chlorid barnatý, také bromid se snadno rozpouští ve vodě a je toxický.

## Struktura a vlastnosti
BaBr2 krystalizuje ve struktuře obdobné chloridu olovnatému, tvoří bílé kosočtverečné krystaly, které navlhají. Ve vodných roztocích se chová jako prostá sůl.
Bromid barnatý reaguje se síranovým iontem z kyseliny sírové a tvoří sraženinu síranu barnatého:
BaBr2(aq) + SO42− → BaSO4(s) + 2 Br− (aq)
Podobně reaguje také s kyselinou šťavelovou, fluorovodíkovou a fosforečnou.

## Příprava
Bromid barnatý lze připravovat ze sulfidu nebo uhličitanu barnatého reakcí s kyselinou bromovodíkovou; takto vzniká hydratovaný bromid barnatý. Reakce proběhne během krátké doby.
BaS + 2 HBr → BaBr2 + H2S
BaCO3 + 2 HBr → BaBr2 + CO2 + H2O.
Bromid barnatý krystalizuje z roztoku v podobě dihydrátu BaBr2·2H2O. Bezvodou formu lze získat zahříváním na 120 °C.

## Použití
Bromid barnatý je prekurzorem chemikálií používaných ve fotografii i dalších bromidů.
Dříve se používal k čištění radia v procesu frakční krystalizace, který vynalezla Marie Curie. Protože radium se z roztoku bromidu barnatého sráží přednostně, množství radia k baryu je ve sraženině vyšší než v roztoku.

## Bezpečnost
Bromid barnatý, podobně jako jiné barnaté soli rozpustné ve vodě, je toxický a při požití může způsobit vážnou otravu.